# Occidenchthonius beieri
Espèce
Occidenchthonius beieri est une espèce de pseudoscorpions de la famille des Chthoniidae.

## Distribution
Cette espèce est endémique de la Grande Canarie aux îles Canaries en Espagne.

## Description
Le mâle holotype mesure 1,12 mm, les mâles mesurent de 1,07 à 1,12 mm et les femelles de 1,28 à 1,45 mm.

## Étymologie
Cette espèce est nommée en l'honneur de Max Beier.

## Publication originale
- Zaragoza, 2017 : Revision of the Ephippiochthonius complex in the Iberian Peninsula, Balearic Islands and Macaronesia, with proposed changes to the status of the Chthonius subgenera (Pseudoscorpiones, Chthoniidae). Zootaxa, no 4246(1), p. 1–221.